# Serie di composizione
In matematica, una serie di composizione di un gruppo {\displaystyle G} è una serie normale
{\displaystyle 1=H_{0}\triangleleft H_{1}\triangleleft \cdots \triangleleft H_{n}=G,}
tale che ogni {\displaystyle H_{i}} è un sottogruppo normale massimale di {\displaystyle H_{i+1}}. Equivalentemente, una serie è una serie di composizione se ogni fattore di composizione (cioè il gruppo quoziente {\displaystyle H_{i+1}/H_{i}}) è un gruppo semplice.
Un'ulteriore caratterizzazione è che una serie normale è una serie di composizione se e solo se è di lunghezza massimale; in altre parole se e solo se non ci sono gruppi addizionali che possono essere "inseriti" nella serie di composizione. La lunghezza della serie è detta la sua lunghezza di composizione.
Ogni gruppo finito ha una serie di composizione: questo segue per induzione sull'ordine del gruppo {\displaystyle G}, in quanto o il gruppo è semplice (e quindi la serie di composizione è {\displaystyle 1\triangleleft G}) oppure ha un sottogruppo normale massimale di cardinalità minore. Accade invece che non tutti i gruppi infiniti ne posseggano una: ad esempio, il gruppo ciclico infinito (isomorfo all'insieme dei numeri interi con l'addizione) non ha una serie di composizione.
Un gruppo può avere più di una serie di composizione. Tuttavia, il teorema di Jordan-Hölder (che ha preso il nome dai matematici Camille Jordan e Otto Hölder) afferma che tutte le serie di composizione di un dato gruppo sono equivalenti fra loro, ovvero che tutte le serie di composizione hanno la stessa lunghezza e gli stessi fattori di composizione a meno di permutazioni e isomorfismi. Il teorema si dimostra usando il teorema di raffinamento di Schreier.
Per esempio, il gruppo ciclico {\displaystyle C_{12}} ha {\displaystyle \{E,C_{2},C_{6},C_{12}\}}, {\displaystyle \{E,C_{2},C_{4},C_{12}\}} e {\displaystyle \{E,C_{3},C_{6},C_{12}\}} come serie di composizione differenti. I gruppi fattori sono isomorfi, rispettivamente, a {\displaystyle \{C_{2},C_{3},C_{2}\}}, {\displaystyle \{C_{2},C_{2},C_{3}\}}, e {\displaystyle \{C_{3},C_{2},C_{2}\}}.

## Per algebre
Analogamente, una serie di composizione per un'algebra di dimensione finita {\displaystyle A} è una successione finita di sottoalgebre
{\displaystyle \{0\}=J_{0}\subset \cdots \subset J_{n}\subset A},
dove tutte le inclusioni sono proprie e {\displaystyle J_{k+1}} è un ideale massimale di {\displaystyle J_{k}}. Come per i gruppi, ogni algebra dimensionalmente finita possiede una serie di composizione.